# Ribero (municipalité)
Pour les articles homonymes, voir Ribero.
Ribero est l'une des quinze municipalités de l'État de Sucre au Venezuela. Son chef-lieu est Cariaco. En 2011, la population s'élève à 58 192 habitants.

## Géographie

### Subdivisions
La municipalité est divisée en cinq paroisses civiles avec, chacune à sa tête, une capitale (entre parenthèses) :
- Cariaco (Cariaco) ;
- Catuaro (Catuaro) ;
- Rendón (Villa Frontado) ;
- Santa Cruz (Santa Cruz) ;
- Santa María (Santa María).